# Fatmir Vata
Fatmir Vata (* 19. September oder 20. September 1971 in Rrëshen) ist ein albanischer Fußballtrainer und ehemaliger -spieler.

## Laufbahn
Der offensive Mittelfeldspieler Vata begann seine Fußballerkarriere bei NK Samobor in Kroatien, spielte dann ab 1995 bei NK Slaven Belupo Koprivnica sowie ab 1997 beim NK Vukovar ’91. Während der Saison 1999/2000 wechselte er zum deutschen Zweitligisten SV Waldhof Mannheim, bevor er 2001 schließlich nach Bielefeld kam. Zur Saison 2002/03 stieg er mit der Arminia in die Fußball-Bundesliga auf, die den Klassenerhalt aber nicht schaffte. 2004 folgte dann der sofortige Wiederaufstieg.
Vata wurde 2004 in Albanien Fußballer des Jahres, spielte jedoch aufgrund persönlicher Differenzen mit Hans-Peter Briegel nicht mehr für die albanische Nationalmannschaft. Er bestach bei Arminia Bielefeld durch seinen kämpferischen Einsatz und seine Laufbereitschaft. Er erwarb sich den Ruf eines Schwalbenkönigs, was auch dadurch zu erklären ist, dass mancher Gegenspieler ihn aufgrund seiner Quirligkeit nur durch ein Foul zu stoppen wusste. Vata galt daher gleichzeitig als einer der am häufigsten gefoulten Spieler der Bundesliga. Nach seiner schweren Verletzung vor Saisonbeginn 2006/07 (Kreuzbandriss) gehörte er nur noch zu den Ersatzspielern. Da er unter Trainer Ernst Middendorp keine Berücksichtigung mehr fand, erteilte ihm der Verein die Freigabe zur neuen Saison und er durfte die Arminia – trotz seines Vertrags bis 2008 – ablösefrei verlassen. Sein letztes Tor für die Arminia erzielte er am 33. Spieltag der Saison 2006/07 im Heimspiel gegen Hannover (3:1). Zur Spielzeit 2007/08 wechselte Vata zur TuS Koblenz, wo er wieder auf seinen ehemaligen Coach Uwe Rapolder traf. Vata spielte bei Koblenz bis 2009. Am 27. August gab der Drittligist Wuppertaler SV Borussia die Neuverpflichtung des Albaners bekannt. Er kam ablösefrei und erhielt einen Vertrag bis Mitte 2010. Er sollte mehr Genauigkeit in das Spiel der Wuppertaler bringen. Doch auch Vata konnte den Abstieg des Wuppertaler SV nicht verhindern und er erhielt keinen neuen Vertrag.
Nach seinem Karriereende 2010 war Fatmir Vata als Spielerberater tätig. Am 27. Oktober 2013 verkündete er sein Comeback beim FC 08 Boffzen; er gab am 28. Oktober 2013 im Alter von 42 Jahren sein Debüt in der Bezirksliga Hannover 4 gegen den SSG Halvestorf. In Saison 2014/15 war er nicht mehr im Kader vertreten und beendete seine aktive Karriere.
Am 1. Juli 2016 übernahm Vata als Nachfolger von Heiko Bonan das Traineramt des FC Gütersloh 2000 aus der Oberliga Westfalen. In der Saison 2016/17 errang er mit dem Verein den 10. Tabellenplatz, bevor der Club seinen Namen auf FC Gütersloh kürzte. Nach der Saison 2017/18 beendete er seine dortige Trainertätigkeit.
Vata ist Trainer im Team der Fußballschule von Hannover 96.

## Privates
Fatmir Vata ist verheiratet, hat zwei Söhne und wohnt mit seiner Familie in Bielefeld.

## Titel / Erfolge
- Albaniens Fußballer des Jahres 2004
- Aufstieg in die 1. Bundesliga 2002 und 2004 mit Arminia Bielefeld
- Aufstieg in die Hrvatska Nogometna Liga 1999 mit NK Vukovar ’91